# Selina Chemunge Chelimo
Selina Chemunge Chelimo (* 1973) ist eine kenianische Marathonläuferin.
2007 wurde sie Dritte beim Halbmarathonbewerb des Paderborner Osterlaufs und Zweite beim Ruhrmarathon. Im Jahr darauf wurde sie erneut Zweite beim Ruhrmarathon und gewann den Košice-Marathon. 
2009 stellte sie beim Marathon im Dreiländereck am Bodensee mit 2:37:59 h den aktuellen Streckenrekord auf, und 2010 wurde sie Sechste beim Hamburg-Marathon.

## Persönliche Bestzeiten
- Halbmarathon: 1:12:08 h, 7. April 2007, Paderborn
- Marathon: 2:34:23 h, 5. Oktober 2008, Košice